# Перламутровая пуговица
«Перламутровая пуговица» (исп. El botón de nácar) — чилийский документальный фильм, снятый Патрисио Гусманом. Мировая премьера ленты состоялась в главном конкурсе 65-го Берлинского международного кинофестиваля, где она получила «Серебряного медведя» за лучший сценарий и приз экуменического жюри. Фильм является второй частью диптиха Патрисио Гусмана (первая — «Ностальгия по свету»), в котором режиссёр исследует такие темы, как историческая память и прошлое. «Перламутровыми пуговицами» автор рассказывает об истории Чили и трагической судьбе коренного населения Патагонии.

## Сюжет
География и история Чили показаны в связи с водой, которая пронизывает страну и дает жизнь её обитателям, в частности обсуждается геноцид коренных племён на юге страны и усилия Альенде по реабилитации выживших племён; концентрационные лагеря, созданные при Пиночете: как подвергались пыткам заключённые и как их тела, утяжелённые с рельсами, сбрасывались с вертолетов в Тихий океан. Название фильму дал один из рельсов, извлечённых из моря, на котором осталась рубашка с перламутровой пуговицей, а так же история Джемми Баттона.